# Cintra
Pour les articles homonymes, voir Cintra (homonymie).
Cintra (Concesiones de Infraestructuras de Transporte) est un gestionnaire espagnol d'autoroutes et de parking, principalement en Espagne et en Amérique du Nord. L'entreprise était cotée à l'Ibex 35. 

## Historique
- 1998 : Création de Cintra lorsque Ferrovial a filialisé ses activités de concessionnaires d'autoroutes et de gestion de parking.
- 2009 : Ferrovial fusionne avec sa filiale Concessions Cintra [1]

## Autoroutes gérées
- En Espagne: 
  - AP-36 (Madrid/Levante),
  - R-4 (Autoroute Radiale Madrid-Sud),
  - C-16 (Barcelone/Manresa),
  - AP-7 (Autoroute de la Costa del Sol).
- En Irlande
- En Grèce
- Au Portugal
- Au Canada
- Aux États-Unis